# Wild Dances (canção)
"Wild Dances" (em ucraniano: Дикі танці, transliterado: Dyki tantsi, em português: Danças selvagens) foi a canção que representou a Ucrânia no Festival Eurovisão da Canção 2004 que se desenrolou em Istambul, na Turquia no dia 15 de maio desse ano.
A referida canção foi interpretada em Inglês e em Ucraniano por Ruslana. Na semi-final foi a décima-primeira canção a ser interpretada, a seguir á canção da Grécia "Shake It", cantada por Sakis Rouvas e antes da canção de Lituânia "What's Happened To Your Love", cantada por Linas and Simona. Terminou a competição em 2.º lugar com 256 pontos, conseguindo passar á final.
Na final foi a décima canção a ser interpretada na noite do festival, a seguir à canção da Albânia "The Image Of You", cantada por Anjeza Shahini e antes da canção da Croácia "You Are the Only One", cantada por Ivan Mikulić. Terminou a competição em 1.º lugar (entre 25 participantes), tendo recebido um total de 280 pontos.

## Autores
| Autores                                                                       |
| ----------------------------------------------------------------------------- |
| Letrista: Ruslana, Oleksandr Ksenofontov, Jamie Maher, Fayney, Sherena Dugani |
| Compositores: Ruslana                                                         |

## Gráficos e certificações

### Charts
| Chart                          | Posição máxima |
| ------------------------------ | -------------- |
| Austrian Singles Top 75        | 43             |
| Belgium Flanders Ultra Top 50  | 1              |
| Belgium Wallonie Ultra Top 50  | 25             |
| Dutch Singles Chart            | 30             |
| European Hot 100 Singles       | 25             |
| Finnish Singles Chart          | 20             |
| German Singles Chart           | 40             |
| Greek Singles Chart            | 2              |
| Irlanda (IRMA)                 | 44             |
| Romanian Top 100               | 44             |
| Swedish Top 60                 | 8              |
| Swiss Singles Top 100          | 24             |
| Ukrainian Airplay Chart        | 1              |
| Reino Unido (UK Singles Chart) | 47             |

### Vendas
| Single        | Chart           | Vendas  |
| ------------- | --------------- | ------- |
| "Dyki tantsi" | IFPI – Ukraine  | 500,000 |
| "Wild Dances" | IFPI – Belgium  | 25,000  |
| "Wild Dances" | DIVERTA Romania | 2,000   |

### Certificação
| Single        | Chart           | Certificação |
| ------------- | --------------- | ------------ |
| "Dyki tantsi" | IFPI – Ukraine  | diamond      |
| "Wild Dances" | IFPI – Belgium  | golden       |
| "Wild Dances" | DIVERTA Romania | golden       |